# مهدي أباد (مياندشت)
مهدي أباد (بالفارسية: مهدی‌آباد) هي مستوطنة تقع في إيران في Miyandasht Rural District. يقدر عدد سكانها بـ 103 نسمة بحسب إحصاء 2016.